# Peculiar Penguins
Peculiar Penguins é um curta-metragem de animação lançado em 1934, como parte da série Silly Symphonies. Foi dirigido por Wilfred Jackson e produzido por Walt Disney.